# Obsjtina Strazjitsa
Obsjtina Strazjitsa (bulgariska: Община Стражица) är en kommun i Bulgarien.   Den ligger i regionen Veliko Tărnovo, i den centrala delen av landet, 220 km öster om huvudstaden Sofia.
Obsjtina Strazjitsa delas in i:
- Asenovo
- Blagoevo
- Brjagovitsa
- Vinograd
- Vladislav
- Gorski Senovets
- Kamen
- Kesarevo
- Lozen
- Nova Vărbovka
- Susjitsa
- Tsarski izvor

Följande samhällen finns i Obsjtina Strazjitsa:
- Strazjitsa